# Ohio Valley Wrestling
Ohio Valley Wrestling (OVW) é uma federação de wrestling profissional independente dos Estados Unidos localizada em Louisville, Kentucky. A OVW foi criada por Danny Davis e foi membro da National Wrestling Alliance (como NWA Ohio Valley Championship Wrestling) de 1998 até 2000, quando se tornou parte do programa de desenvolvimento da WWE, do qual foi membro até 7 de fevereiro de 2007. Desde novembro de 2011, a OVW passou a ser o território de desenvolvimento oficial da Total Nonstop Action Wrestling (TNA), ocupando esta posição até 2 de novembro de 2013.

## História
Jim Cornette foi o "booker"-chefe da OVW por um período antes de ser demitido pela WWE por dar um tapa em um estudante, Anthony Carelli (que está atualmente na WWE no papel de Santino Marella). Ele foi substituído por Paul Heyman que foi o "booker" da OVW até ser chamado para ser "booker" da ECW. Greg Gagne deveria ser "booker" após Heyman, mas seu conhecimento da OVW era limitado, então foram chamados Al Snow e Danny Davis para também serem bookers. Gagne foi eventualmente demitido pela companhia, deixando o trabalho de escritor com Snow e Davis.
Durante a afiliação da WWE, lutadores da OVW eram constantemente usados como jobbers pela WWE para fazer os suas estrelas parecerem melhores, especialmente quando a WWE fazia shows perto de Louisville. Dos astros mais proeminentes que foram chamadas da OVW pela WWE, vários deles se tornaram heels, e a maioria deles como Randy Orton e John Morrison adotaram personalidades de heels egocêntricos e orgulhosos. Até John Cena já passou pela OVW.
Em 7 de Fevereiro de 2008, a WWE anunciou que encerrou suas relações com a OVW como território de desenvolvimento, movendo todos contratados para a Florida Championship Wrestling.
Em 7 de novembro de 2011, foi anunciado que a OVW e a Total Nonstop Action Wrestling (TNA) chegaram a um acordo para a OVW se tornar n território de desenvolvimento oficial da TNA. O diretor de relações de talentos da TNA Al Snow retornou como escriotor da empresa, substituindo a saída de Jim Cornette. O relacionamento durou dois anos, terminado em 2 de novembro de 2013.

## Campeões
| Cinturão                           | Atual Campeão(s)                                 | Data da Vitória        | Ganhou de                   |
| ---------------------------------- | ------------------------------------------------ | ---------------------- | --------------------------- |
| OVW Heavyweight Championship       | Tony Gunn                                        | 07 de Março de 2020    | Maximus Khan                |
| OVW Television Championship        | AJZ                                              | 22 de Outubro de 2019  | Tony Gunn                   |
| OVW Southern Tag Team Championship | Band of Brothaz (General Pope & Private Anthony) | 05 de Dezembro de 2015 | The Van Zandt Family Circus |
| OVW Women's Championship           | Jessie Belle                                     | 21 de Novembro de 2015 | O título estava vago        |

### Extintos
| Cinturão                           | Último campeão | Data da vitória     | Ganhou de      | Notas                             |
| ---------------------------------- | -------------- | ------------------- | -------------- | --------------------------------- |
| OVW Light Heavyweight Championship | Chris Michaels | 12 de Abril de 2000 | Sean Casey     | Desativado em 1 de março de 2001. |
| OVW Hardcore Championship          | Randy Orton    | 5 de Maio de 2001   | Flash Flanagan | Desativado em 2001.               |

## Elenco

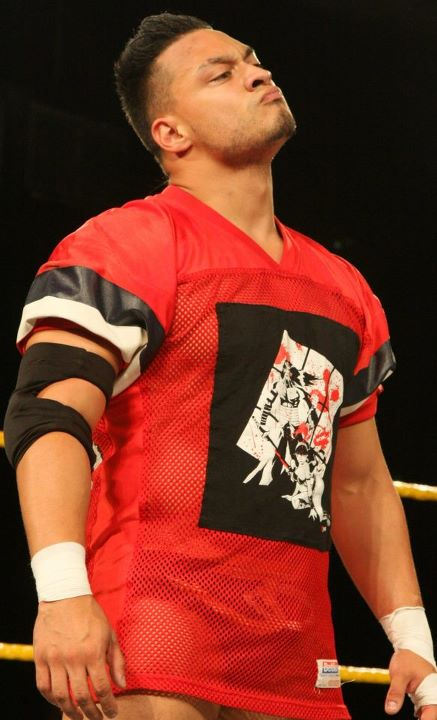
Jamin Olivencia.

### Lutadores
| Ring name        | Real name             | Notes                             |
| ---------------- | --------------------- | --------------------------------- |
| Adam Revolver    | Jared Pridgin         |                                   |
| Chris Silvio     | Christopher Osterfeld |                                   |
| Cliff Compton    | Cliff Compton         |                                   |
| Dylan Bostic     | Dylan Bostic          |                                   |
| Eddie Diamond    | Desconhecido          |                                   |
| Elijah Burke     | Elijah Burke          |                                   |
| Elvis Pridemoore | Desconhecido          |                                   |
| Espy             | Brandon Espinosa      |                                   |
| Flash Flanagan   | Christopher Kindred   |                                   |
| Jack Black       | Jack McCullen         |                                   |
| James Thomas     | Tom Wabs              |                                   |
| Jamin Olivencia  | Jamin Olivencia       | Campeão Peso-Pesado da OVW.       |
| Jason Wayne      | Jason Light Wayne     |                                   |
| Joe Coleman      | Joe Coleman           |                                   |
| Johnny Spade     | Josh Adamson          |                                   |
| Marcus Anthony   | Marcus Anthony        |                                   |
| Michael Hayes    | Michael Hayes         | Campeão Sulista de Duplas da OVW. |
| Mohamad Ali Vaez | Ali Vaez              | Campeão Sulista de Duplas da OVW. |
| Paredyse         | James Long            |                                   |
| Randy Royal      | Desconhecido          |                                   |
| Raul LaMotta     | Aaron LaMotta         |                                   |
| Rudy Switchblade | Eric Matlock          |                                   |
| Ryan Howe        | Ryan Howe             |                                   |
| Shiloh Jonze     | Desconhecido          | Campeão Televisivo da OVW.        |
| Ted McNaler      | Desconhecido          |                                   |
| The Assassin     | Desconhecido          |                                   |
| Tony Gunn        | Anthony Gunn          |                                   |

### Lutadoras
| Ring name      | Real name          | Notes                   |
| -------------- | ------------------ | ----------------------- |
| Hannah Blossom | Lucy Knott         | [ 4 ]                   |
| Holly Blossom  | Kelly Knott        | [ 5 ]                   |
| Jessie Belle   | Jessie Belle McCoy | [ 6 ]                   |
| Lei'D Tapa     | Seini Draughn      | Campeã Feminina da OVW. |
| Lovely Lylah   | Kristina Saeger    | Miss OVW 2013           |
| Nikki St. John | Desconhecido       |                         |
| Ray Lynn       | Rachel Kelvington  |                         |
| Taeler Hendrix | Taeler Conrad      | [ 8 ]                   |
| Trina          | Trina Thompson     | [ 9 ]                   |

### Outros talentos televisivos
| Nome            | Notas                                                               |
| --------------- | ------------------------------------------------------------------- |
| Bobbie Bardot   | Gerente de Eddie Diamond Lutadora ocasional                         |
| Brittany DeVore | Gerente de The Mobile Homers                                        |
| Timmy Danger    | Gerente de Eddie Diamond/ Co-apresentador do programa "The Mixtape" |
| Dean Hill       | Comentarista                                                        |
| Gilbert Corsey  | Comentarista                                                        |
| Michael Titus   | Comentarista Anunciador de ringue ocasional                         |
| Mo Green        | Gerente de Chris Silvio                                             |
| Terry Boddie    | Anunciador de ringue e entrevistador                                |

### Árbitros
| Nome          | Notas          |
| ------------- | -------------- |
| Chris Sharpe  | Árbitro sênior |
| Jordan Barker |                |
| Josh Ashcraft |                |

### Elenco de treinamento
| Name                              | Title                           |
| --------------------------------- | ------------------------------- |
| Danny Davis                       | Dono da OVW                     |
| Nick Dinsmore                     | Classe dos inciantes            |
| Rip Rogers                        | Treinador chefe Classe avançada |
| Trailer Park Trash (Frank Miller) | Classe dos intermediários       |

## Ligações Externas
- Site Oficial da OVW
- História dos Campeões